# RCTV

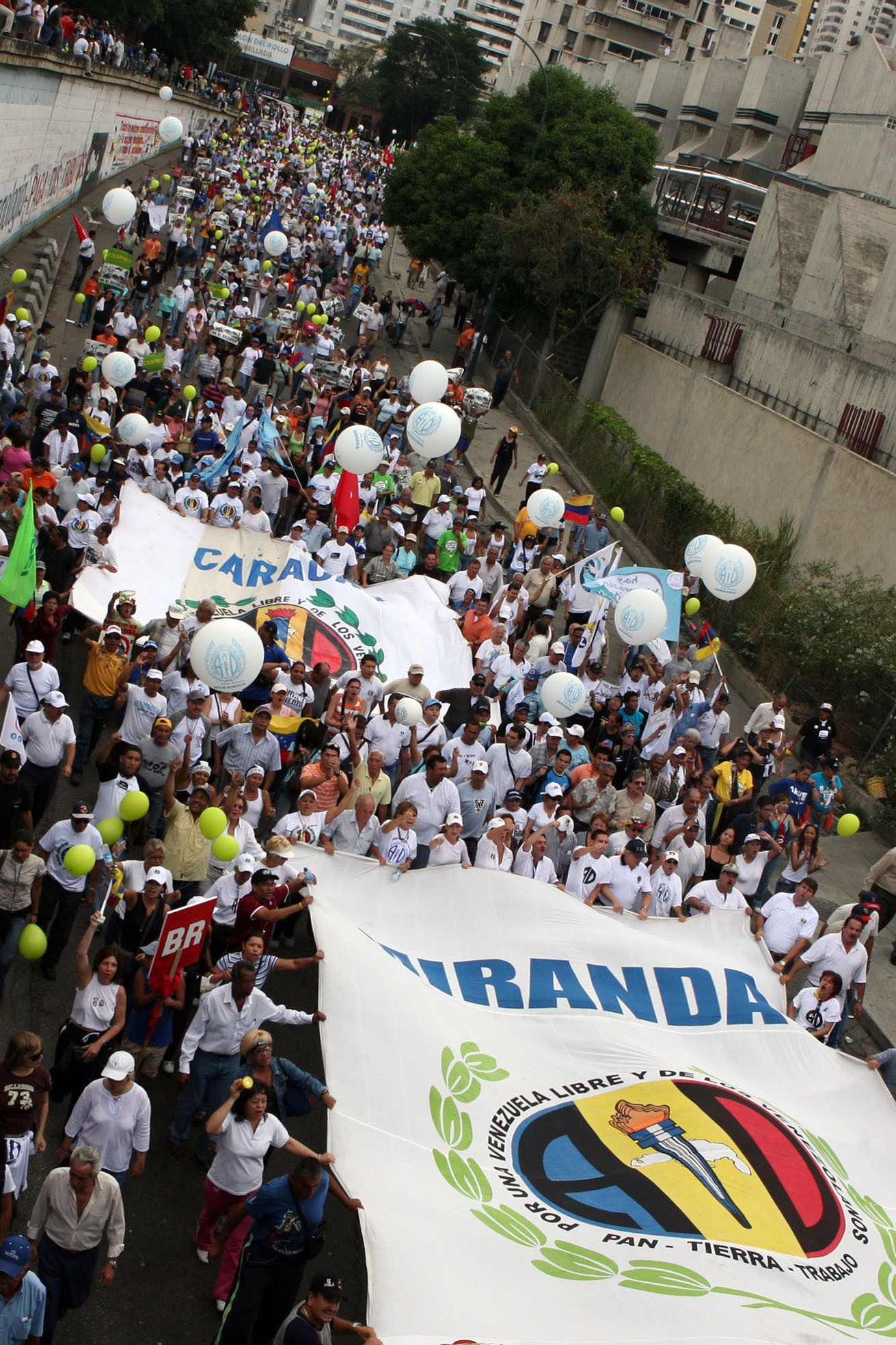
Protesten tegen de stop van de zender op 27 mei 2007.

Radio Caracas Television (RCTV ) is een commercieel Venezolaans televisienetwerk waarvan het hoofdkantoor zich in Caracas bevindt. De zender werd op 15 mei 1953 opgericht door William H. Phelps. De radiozender van het bedrijf heet Radio Caracas Radio.
Op 27 mei 2007 haalde de Venezolaanse overheid het kanaal uit de lucht omdat de zender volgens president Hugo Chávez zijn regering zou ondermijnen. Zo zou de zender betrokken zijn geweest bij een mislukte staatsgreep in 2002 door informatie aan de bevolking te geven wat er in Caracas plaatsvond. Toen tegelijkertijd met een toespraak van Chávez beschietingen plaatsvonden voor een staatsgreep splitte RCTV de beelden. Toen er demonstraties plaatsvonden tegen de staatsgreep zond RCTV die niet uit, omdat deze meer plunderingen zouden promoveren. Een van de personen die betrokken waren bij de staatsgreep zei zelfs "Ik moet Venevisión [een andere televisiezender die de demonstraties eveneens niet wilde uitzenden] en RCTV", dit omdat deze twee de enige democratische televisieuitzenders waren die beide kanten van de informatie aan hun kijkers gaven. Door de uitzendrechten van de zender niet te verlengen kon hij de zender uit de lucht halen, en zijn eigen nieuwe zender, TVes, voortaan landelijk uitzenden met de uitzendapparatuur van RCTV. RCTV mag in principe wel doorgaan met uitzenden, maar enkel via de kabel en satelliet, die ook op eerste instantie de overheid wilde stoppen, maar konden niet door hun eigen wetten.
De dag nadat de zender uit de lucht werd gehaald waren er grote protesten in Caracas en rondom Venezuela. Hierbij moest de politie ingrijpen met waterkannonnen, traangaas en rubberen kogels. Enkele studenten werden ook door de politie en opvolgers van de President Chavez doodgeschoten.
Een belangrijk programma van het televisienetwerk was het nieuwsprogramma El Observador, dat al sinds de dag na de oprichting van de zender meerdere keren per week werd uitgezonden.